# Avey Tare
David Michael Portne (Baltimore, Maryland; 24 de abril de 1979), también conocido por su apodo Avey Tare, es un músico y compositor que cofundó a banda estadounidense de pop experimental Animal Collective. Ha publicado cuatro álbumes en solitario, así como tres álbumes colaborativos con Panda Bear (Noah Lennox) que luego se clasificaron retroactivamente en la discografía de Animal Collective.

## Animal Collective
Portner conoció a Deakin (Josh Dibb), Panda Bear (Noah Lennox) y Geologist (Brian Weitz) de Animal Collective en la escuela secundaria. Durante años, los cuatro intercambiaron grabaciones caseras, compartieron ideas musicales y actuaron en diferentes configuraciones grupales. Portner grabó el álbum Spirit They're Gone, Spirit They've Vanished con Lennox, e inicialmente lanzó la grabación en el propio sello Animal de la banda en 1999. El álbum se conoce comúnmente como el primer lanzamiento oficial de Animal Collective, con Tare escribiendo la música y Lennox brindando esa 'percusión perfecta' (que luego se cita en los créditos del álbum).
Después de la secundaria, Portner y Weitz se mudaron a la ciudad de Nueva York para asistir a la Universidad de Nueva York y la Universidad de Columbia, respectivamente. Lennox y Dibb finalmente se mudaron a la ciudad de Nueva York y la banda se volvió más colaborativa por naturaleza. Finalmente se decidieron por el nombre "Animal Collective".[cita requerida]
Aunque la producción de la banda es, como sugiere su nombre, un esfuerzo de colaboración, sin el típico 'líder', los otros miembros han citado a Portner como el 'compositor principal' y líder de facto del grupo. Para el álbum Centipede Hz de la banda, Tare confirmó que el álbum tiene ocho canciones escritas por él.

## Vida personal
La hermana de David es Abby Portner, artista y música experimental de Los Ángeles, creadora de algunas de las obras de arte y escenografía de Animal Collective.
De 2006 a 2008, Portner estuvo casado con la música islandesa Kristín Anna Valtýsdóttir, también conocida como Kría Brekkan. Posteriormente, estuvo en una relación con la artista Angel Deradoorian y se mudó a Los Ángeles con ella. Actualmente vive en Carolina del Norte y tiene una relación.

## Discografía
- 2010: Down There
- 2017: Eucalyptus
- 2019: Cows on Hourglass Pond
- 2023: 7s